# Kyōko Yoshine
Kyōko Yoshine (芳根京子 Yoshine Kyōko?,  Tokio, Japón, 28 de febrero de 1997) es una actriz japonesa, afiliada a Japan Music Entertainment.

## Filmografía

### Películas
- Monooki no Piano (2014) como Haruka Miyamoto[2]
- Maku ga Agaru (2015) como Aoi Hakamada
- Himawari no Oka: 1983 nen Natsu (2015) como Takako's friend
- Senpai to Kanojo (2015) como Rika Tsuzuki
- 64: Part I (2016) como Ayumi Mikami
- 64: Part II (2016) como Ayumi Mikami
- Kokoro ga Sakebitagatterunda (2017) como Jun Naruse
- Chiri Tsubaki (2018)
- Kasane (2018) como Kasane y Nina Tanzawa
- Kyō mo Iyagarase Bentō (TBA)

### Televisión
- Last Cinderella (2013, CX) como Saki Takenouchi
- Kamen Teacher (2013, NTV) como Nanami Komatsu
- Hakuba no Ouji-sama Junai Tekireiki (2013, YTV) como Ryoko Kita
- Hanako to Anne (2014, NHK, ep. 127-) como Fujiko Miyamoto[3]
- Tantei no Tantei (2015, CX) as Sakura Sasaki
- Omotesando Koukou Gasshoubu! (2015, TBS) como Makoto Kagawa[3]
- Itsuka Kono Koi o Omoidashite Kitto Naite Shimau (2016, CX, ep. 9-10) como Asuka
- Montage (2016, CX) como Miku Odagiri
- Beppin San (2016–17, NHK) como Sumire Bando
- Chiisana Kyojin (2017, TBS) como Yuri Mishima
- Innocent Days (2018, WOWOW)
- Kuragehime (2018, Fuji TV) como Tsukimi Kurashita
- Sigan sintonizados (2019, HTB/Netflix) como Hanako Yukimaru